# Nổ súng tại Aurora 2012
Ngày 20 tháng 7 năm 2012, một vụ xả súng tại buổi công chiếu bộ phim The Dark Knight Rises ở thành phố Aurora, tiểu bang Colorado, Hoa Kỳ khiến ít nhất 12 người thiệt mạng và 58 người khác bị thương. Nạn nhân nhỏ tuổi nhất là một bé trai sơ sinh mới 3 tháng tuổi đang được điều trị tại bệnh viện Colorado. Một tay súng đeo mặt nạ chống độc mô phỏng hình tượng nhân vật phản diện Bane của phần này, và mặc áo chống đạn, ném lựu đạn hơi cay và bắn về phía khán giả, giết chết 12 người và làm bị thương 58 người khác. Kẻ tình nghi duy nhất là 24 tuổi James Holmes Eagan, người đã bị bắt bên ngoài biên rạp chiếu phim. James Holmes từng là sinh viên Y khoa tại Đại học Y Dược Colorado ở Denver, Mỹ.
Sau vụ xả súng này, trailer của Gangster Squad, vốn được chiếu giới thiệu trước The Dark Knight Rises, đã bị Warner Bros thu hồi vì trong đoạn trailer này cũng có cảnh các băng nhóm xã hội đen xả súng vào khán giả đi xem phim ngoài rạp.

## Diễn biến
Vụ tấn công xảy ra tại nhà hát 9 tại  Century 16 (điều hành bởi Cinemark), nằm tại Town Center của trung tâm mua sắm Aurora. Sát thủ được cho là đã mua một vé vào nhà hát, và ngồi ở hàng ghế đầu. Khoảng 20 phút sau khi chiếu phim, anh ta đã rời khỏi tòa nhà thông qua một cửa thoát hiểm khẩn cấp. Sau đó anh ta đi đến chiếc xe của mình đỗ gần cửa thoát hiểm, thay quần áo bảo hộ, và lấy súng của mình. Khoảng một nửa giờ sau khi chiếu phim, anh ta lại bước vào nhà hát thông qua các cửa thoát hiểm. Anh ta mặc áo chống đạn và mặt nạ phòng hơi độc, một chiếc áo chống đạn và mũ bảo hiểm chống đạn, xà cạp khả năng chống đạn, một bảo vệ cổ họng, một bảo vệ háng và găng tay chiến thuật. 
Ban đầu, ít khán giả coi sát thủ này là một mối đe dọa. Anh ta dường như mặc một bộ trang phục không phải khác thường do nhiều khán giả khác đã mặc quần áo này trong buổi chiếu phim. Một số tin rằng tay súng này đang chơi trò đùa, trong khi những người khác nghĩ rằng anh ta là một phần của một cài đặt hiệu ứng đặc biệt cho buổi chiếu ra mắt của bộ phim là một diễn viên đóng thế quảng cáo được dàn dựng bởi quản lý studio hoặc quản lý nhà hát.